# Melanio Báez
Melanio Báez (* Juli 1931 in Asunción; † unbekannt) war ein paraguayischer Fußballspieler. Der Abwehrspieler bestritt 30 Länderspiele und nahm mit der Nationalmannschaft seines Heimatlandes an der Weltmeisterschaft 1950 in Brasilien teil.

## Karriere

### Verein
Melanio Báez spielte bis mindestens 1950 bei Club Nacional. Weitere Daten über seine Vereinskarriere sind nicht bekannt.

### Nationalmannschaft
Báez wurde in den Kader Paraguays für die Weltmeisterschaft 1950 berufen, kam in den beiden Spielen gegen Schweden und Italien aber nicht zum Einsatz. Er bestritt nie ein Länderspiel.